# Bolinia euryptera
Bolinia euryptera is een straalvinnige vissensoort uit de familie van donderpadden (Cottidae). De wetenschappelijke naam van de soort is voor het eerst geldig gepubliceerd in 1991 door Yabe.